# Agulles de Saboredo
Les Agulles de Saboredo és una muntanya de 2.628,1 metres d'altitud que es troba en el terme municipal d'Alt Àneu, dins del territori de la Mancomunitat dels Quatre Pobles, a la comarca del Pallars Sobirà.
Estan situades al centre de la Mancomunitat dels Quatre Pobles, a migdia del Pic de Locampo, al sud-oest del Pic de Serós, al nord-oest del Puis de Gerber i al nord, però més distant, de l'Agulla de Saboredo, pic amb el qual comparteix el nom.
Limita a l'oest amb el circ de Saboredo i amb la vall de Gerber a l'est.